# Lưu Kỳ Bảo
Lưu Kỳ Bảo (tiếng Trung: 刘奇葆; bính âm: Liú Qíbǎo; sinh tháng 1 năm 1953) là chính khách nước Cộng hòa Nhân dân Trung Hoa. Ông hiện là Ủy viên Ban Chấp hành Trung ương Đảng Cộng sản Trung Quốc khóa XIX, Phó Chủ tịch Chính hiệp toàn quốc khóa XIII.
Ông vốn là Ủy viên Bộ Chính trị Đảng Cộng sản Trung Quốc khóa XVIII, Bí thư Trung ương Đảng, Trưởng Ban Tuyên truyền Trung ương. Trước đó, ông giữ chức Bí thư Khu ủy Khu tự trị dân tộc Choang Quảng Tây và Bí thư Tỉnh ủy Tứ Xuyên.

## Tiểu sử
Lưu Kỳ Bảo sinh năm 1953 ở huyện Túc Tùng, tỉnh An Huy, ông là con thứ hai trong gia đình có bốn người con.
Lưu Kỳ Bảo trở thành Bí thư Khu ủy Khu tự trị dân tộc Choang Quảng Tây năm 2006 và giữ chức vụ này trong khoảng một năm. Tháng 12 năm 2007, ông được bổ nhiệm làm Bí thư Tỉnh ủy Tứ Xuyên. Ông được bầu làm Chủ tịch Uỷ ban Thường vụ Nhân đại tỉnh Tứ Xuyên vào ngày 27 tháng 1 năm 2008.
Tại Đại hội Đảng Cộng sản Trung Quốc lần thứ 18 tổ chức vào tháng 11 năm 2012, Lưu Kỳ Bảo được bầu làm Ủy viên Bộ Chính trị Đảng Cộng sản Trung Quốc. Ngày 21 tháng 11 năm 2012, ông được phân công làm Trưởng ban Tuyên truyền Trung ương Đảng Cộng sản Trung Quốc, thay cho ông Lưu Vân Sơn, người trở thành Ủy viên Thường vụ Bộ Chính trị.
Tại Đại hội Đảng Cộng sản Trung Quốc lần thứ XIX được tổ chức vào tháng 10 năm 2017, Lưu Kỳ Bảo không thể bảo đảm một ghế trong Bộ Chính trị mặc dù ông chưa đến tuổi nghỉ hưu thông thường là 68. Tuy nhiên, ông giữ một ghế trong Ban Chấp hành Trung ương Đảng Cộng sản Trung Quốc khóa XIX. Ngày 14 tháng 3 năm 2018, Lưu Kỳ Bảo được bầu làm Phó Chủ tịch Chính hiệp toàn quốc khóa XIII.